# Shimbun Akahata
Akahata (japanisch しんぶん赤旗 Shimbun Akahata, deutsch „Zeitung Rote Fahne“) ist das Organ der Kommunistischen Partei Japans in Form einer landesweiten Zeitung. Sie wurde 1928 gegründet und hat derzeit sowohl tägliche als auch wöchentliche Ausgaben.

## Geschichte

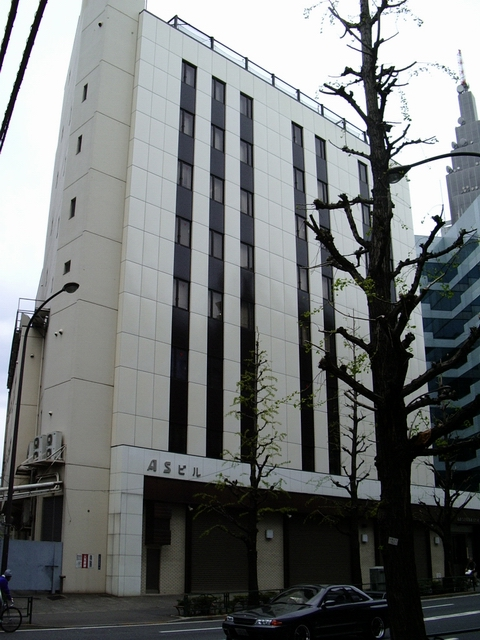
Redaktion im AS-Building in Sendagaya, Tokio

Akahata ist die älteste Tageszeitung einer Partei in Japan. Sie wurde 1928 gegründet und hieß damals „Sekki“ – das ist die sinojapanische Lesung der Zeichen für „Akahata“. Diese neue Lesung hat die Zeitung seit 1946.
Die Zeitung konnte zwischen 1935 und 1945 unter der zunehmend konservativen Regierung und dann während des Koreakriegs nicht erscheinen, danach erst wieder 1952. 1959 kan eine Sonntagsausgabe dazu und die Zeitung begann, auch mehr allgemeine Themen zu behandeln. Mit einer Auflage von 3 Millionen hat die Zeitung einen beträchtlichen Einfluss auf die öffentliche Meinung.